# Sweet memory〜エレカシ青春セレクション〜
『sweet memory〜エレカシ青春セレクション〜』（スイートメモリー エレカシせいしゅんセレクション）は、エレファントカシマシの2枚目のベスト・アルバム。発売日は2000年9月20日（初回盤）、2000年10月12日（通常盤）。FAITHFUL／東芝EMIから発売された。

## 概要
宮本浩次が"青春"をテーマとしてセレクトしたアルバムとなっている。
ポニーキャニオン時代の楽曲が大半を占めている。
初回盤は2枚組となっており、EPIC時代に録音された楽曲2曲入りCDを同梱。
通常盤は初回盤発売から3週間後の木曜日に発売。再発売を除き初回・通常で発売日が分かれたのは本作のみ。

## 収録曲
1. 悲しみの果て
  - シングルバージョン。
2. 風に吹かれて
3. 今宵の月のように
4. 昔の侍
5. さらば青春
  - アルバム初収録
6. 四月の風
7. 孤独な旅人
8. 真夏の星空は少しブルー
9. 月夜の散歩
  - 佐久間正英がオルガンで参加した、『明日に向かって走れ-月夜の歌-』に収録のものとは異なる別テイク。
10. 遠い浜辺
  - 表記はないがアルバム・ミックス。
  - シングル・バージョンとはボーカル、ドラム等が異なる。
11. 赤い薔薇
12. sweet memory
  - アルバム初収録
13. 武蔵野

### 初回限定盤CD
1. 石橋たたいて八十年
2. 始まりはいつも
  - ※2曲とも1994年に録音された未発表作品。いわゆるアウトテイク。